# Kałan
Kałan (Enhydra) – rodzaj ssaków z podrodziny wydr (Lutrinae) w obrębie rodziny łasicowatych (Mustelidae).

## Zasięg występowania
Rodzaj obejmuje jeden żyjący współcześnie gatunek występujący u wybrzeży Rosji, Kanady i Stanów Zjednoczonych.

## Morfologia
Długość ciała (bez ogona) 100–120 cm, długość ogona 25–37 cm; masa ciała samic 14–33 kg, samców 21–45 kg.

## Systematyka
Rodzaj zdefiniował w 1822 roku szkocki przyrodnik, zoolog i geolog John Fleming w publikacji własnego autorstwa poświęconej zoologii. Gatunkiem typowym jest (oznaczenie monotypowe) kałan morski (E. lutris).

### Etymologia
- Pusa: według Houttuyna[15] i Müllera[16] jest to po prostu grenlandzkie słowo oznaczające fokę. Scopoli najwyraźniej zaczerpnął tę nazwę od Andersona, która to według Fabriciusa została niepoprawnie przeliterowana jako Pusa. Fabricius podaje nazwę Puirse jako jedną z grenlandzkich nazw nerpy[17]. Gatunek typowy (oznaczenie monotypowe): Pusa orientalis Oken, 1816 (= Mustela lutris Linnaeus, 1758).
- Enhydra (Enydris, Enhydris, Euhydris, Enhydria): gr. ενυδρις enhudris, ενυδριδος enhudridos ‘wydra’, od ενυδρoς enhudros ‘żyjący w wodzie’[18].
- Latax: gr. λαταξ latax, λαταγος latagos ‘jakieś zwierzę wodne’ wspomniane przez Arystotelesa, być może bóbr[19]. Gatunek typowy (oznaczenie monotypowe): Mustela lutris Linnaeus, 1758.
- Plesiolatax: gr. πλησιος plēsios ‘sąsiedni, bliski’, od πελας pelas ‘blisko’, od πελαζω pelazō ‘zbliżyć się’; rodzaj Latax Gloger, 1827[20][9]. Gatunek typowy (oryginalne oznaczenie): †Lutra reevei Newton, 1890.

### Podział systematyczny
Do rodzaju należy jeden występujący współcześnie gatunek:
- Enhydra lutris (Linnaeus, 1758) – kałan morski

Opisano również gatunki wymarłe z plejstocenu:
- Enhydra macrodonta (Kilmer, 1972)[23] (Ameryka Północna)
- Enhydra reevei (Newton, 1890)[24] (Europa)